# Новомиколаївка (Семенівська сільська громада)
Новомикола́ївка (колишня назва — Шульгівка) — село в Україні, у Семенівській сільській громаді Мелітопольського районі Запорізької області. Населення становить 2164 осіб. До 2019 року орган місцевого самоврядування — Новомиколаївська сільська рада.

## Географія
Село Новомиколаївка розташоване за 12 км на північний захід від районного центру і залізничної станції Мелітополь, біля витоків річки Тащенак (річка в цьому місці пересихає), нижче за течією на відстані 4 км розташоване село Удачне. Через село пролягає автошлях територіального значення Т 0805.

## Населення

### Мова
Розподіл населення за рідною мовою за даними перепису 2001 року:
| Мова            | Кількість | Відсоток |
| --------------- | --------- | -------- |
| українська      | 1837      | 84.89%   |
| російська       | 304       | 14.05%   |
| вірменська      | 8         | 0.37%    |
| циганська       | 6         | 0.28%    |
| білоруська      | 5         | 0.23%    |
| румунська       | 1         | 0.05%    |
| німецька        | 1         | 0.05%    |
| інші/не вказали | 2         | 0.08%    |
| Усього          | 2164      | 100%     |

## Історія
Село засноване 1818 року вихідцями з Катеринославської і Таврійської губерній.
Станом на 1886 рік у селі Терпіннівської волості Мелітопольського повіту Таврійської губернії мешкало 2227 осіб, налічувалось 307 домогосподарств, існували православна церква, школа, 3 лавки.
У 1889—1892 роках відомий археолог Микола Веселовський на околицях Новомиколаївки розкопав Шульгівський курган.
У 1920 році в селі заснована сільськогосподарська артіль «Схід», через рік — комуна «Шлях до соціалізму».
У роки застою у Новомиколаївці розташовувалася центральна садиба колгоспу «Таврія», за яким було закріплено 12455 га сільськогосподарських угідь. Підсобними підприємствами колгоспу були млин, пилорама та цех районного міжгосподарського об'єднання по виробництву тваринницької продукції.
1934 року утворена Новомиколаївська сільська рада.
Після здобуття Україною незалежності, колгосп «Таврія» розпався, на території сільради виникло багато невеликих фермерських господарств, а багато колгоспників залишилися без роботи. У 2008 році безробіття в сільраді досягла 73 %.
У квітні 2018 року у селі Новомиколаївка вулиця Островського перейменована на честь першого космонавта незалежної України Леоніда Каденюка.
19 травня 2018 року селяни відзначили 200-річчя заснування села.
19 травня 2019 року Новомиколаївська сільська рада, в ході децентралізації, об'єднана з Семенівською сільською громадою.

## Економіка
- Птахові-товарна ферма.
- «Таврія», кооператив.

## Об'єкти соціальної сфери
- Школа.
- Школа I—II ст.
- Школа-інтернат.
- Дитячий дошкільний навчальний заклад.
- Філія Вознесенської музичної школи[7]
- Будинок культури.
- Дільнична лікарня.

## Пам'ятки
- В околицях села розкопано скіфський курган IV століття до н. е.